# Льготка
Льготка (пол. Lgotka) — село в Польщі, у гміні Крочиці Заверцянського повіту Сілезького воєводства.
Населення — 97 осіб (2011).
У 1975-1998 роках село належало до Ченстоховського воєводства.

## Демографія
Демографічна структура станом на 31 березня 2011 року:
|          | Загалом | Допрацездатний вік | Працездатний вік | Постпрацездатний вік |
| -------- | ------- | ------------------ | ---------------- | -------------------- |
| Чоловіки | 50      | 12                 | 32               | 6                    |
| Жінки    | 47      | 9                  | 26               | 12                   |
| Разом    | 97      | 21                 | 58               | 18                   |